# Moonlight (2016)
Moonlight ist ein US-amerikanisches Filmdrama von Barry Jenkins, das auf einem autobiografisch geprägten Text von Tarell Alvin McCraney basiert, der den Titel In Moonlight Black Boys Look Blue trägt. Der Film erzählt in drei Kapiteln das Erwachsenwerden eines schwulen Afroamerikaners. Er kam am 21. Oktober 2016 in ausgewählte US-amerikanische Kinos. Der deutsche Kinostart erfolgte am 9. März 2017.
Im Rahmen der Oscarverleihung 2017 erhielt der Film in acht Kategorien eine Nominierung. Er wurde als Bester Film ausgezeichnet, Jenkins und McCraney erhielten den Preis für das Beste adaptierte Drehbuch. Zudem wurde Mahershala Ali als Bester Nebendarsteller ausgezeichnet. Im Rahmen der Golden Globe Awards 2017 wurde Moonlight als Bestes Filmdrama ausgezeichnet.

## Handlung
Kapitel 1: Little
Der neunjährige Chiron, ein Afroamerikaner von schmächtiger Statur, lebt in den 1980er Jahren in Miami, Meilen entfernt von den berühmten weißen Stränden und dem klaren warmen Wasser von South Beach in einer Gegend, die von Gewalt geprägt ist und in der viele cracksüchtig sind. In der Schule wird der zurückhaltende Junge wegen der Art, wie er geht und spricht, gemobbt, auf dem Schulhof wird er als Little („Kleiner“) verspottet. Nur ein Junge namens Kevin ermutigt Chiron, sich von den anderen nicht unterkriegen zu lassen, und zeigt ihm, wie man sich zur Wehr setzt. Auch zuhause ist das Leben für Chiron niederschmetternd, denn seine drogenabhängige Mutter Paula kann ihm nicht helfen, sich im Leben zurechtzufinden.
Juan, ein kubanischer Einwanderer und Drogenhändler, wird zu einer Art Ersatzvater für Chiron. Er nimmt ihn unter seine Fittiche und gibt ihm die emotionale Zuwendung, die er nie hatte. Juan findet den Jungen, als der sich auf der Flucht vor Mitschülern in einem leerstehenden Gebäude versteckt. Weil er Chiron nicht zum Sprechen bringen kann, lädt er ihn zum Essen ein und nimmt ihn dann mit zu sich nach Hause, wo er gemeinsam mit seiner Freundin Teresa lebt. Noch immer ist Chiron hungrig, aber auch genauso wortkarg wie zuvor. Sie lassen Chiron eine Nacht bei sich schlafen. Am nächsten Tag bringt Juan den Jungen zurück nach Hause. Dort treffen sie Chirons Mutter, die Juan erklärt, ihr Sohn könne gut auf sich selbst aufpassen.

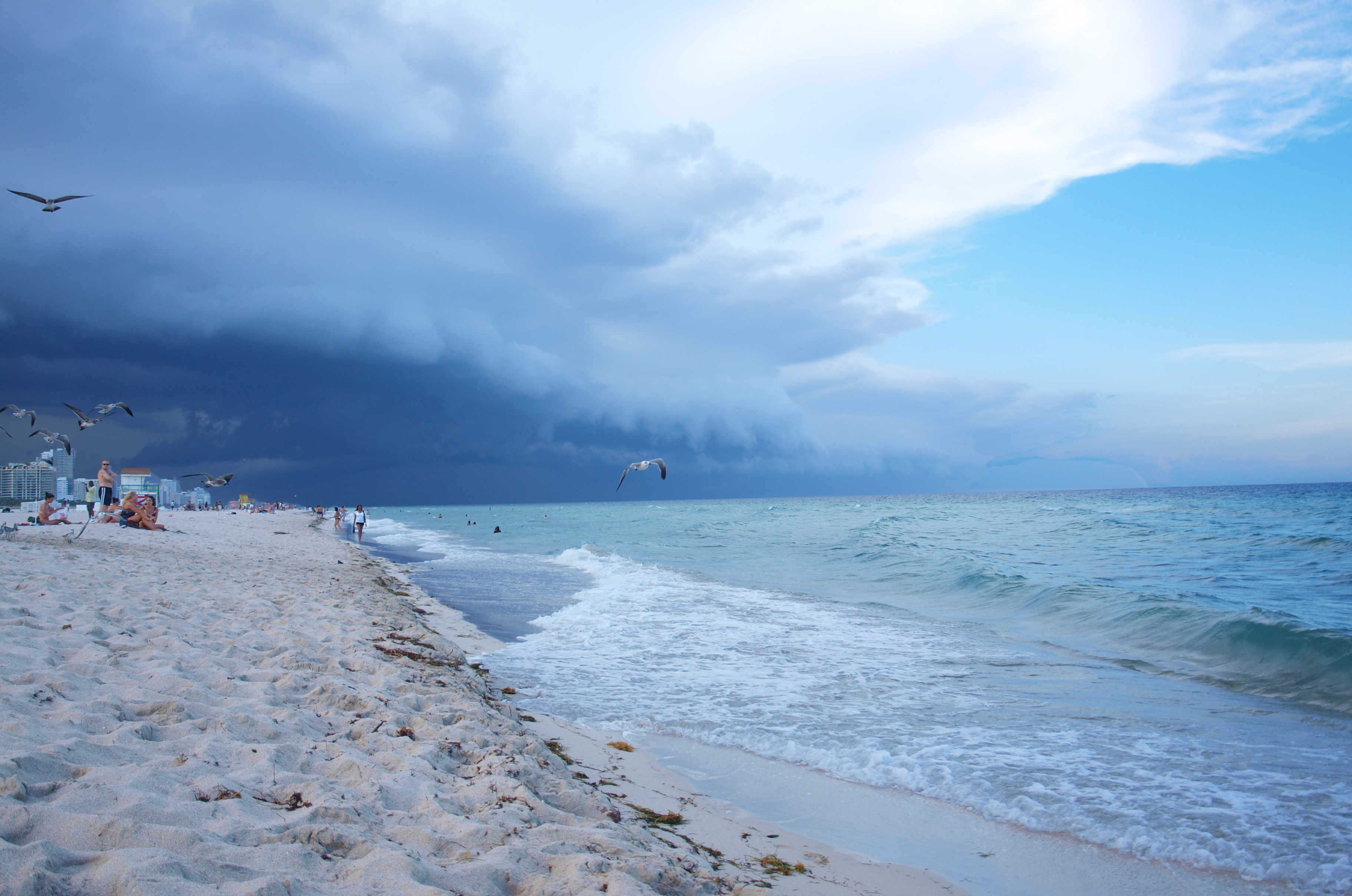
Am Strand von Miami, wo Teile des Films gedreht wurden, macht Little im Wasser eine besondere Erfahrung

Ein paar Tage später kommt Juan nach Hause und sieht Chiron in seinem Garten sitzen. Er macht mit dem Jungen einen Ausflug zum Strand, gibt ihm Schwimmunterricht und lässt ihn erleben, wie es ist, sich treiben zu lassen und sich einmal als Mittelpunkt der Welt zu fühlen. Juan versucht das Selbstbewusstsein des Jungen mit einem metaphorischen Bild zu stärken, nach dem schwarze Jungen im Mondlicht blau aussehen. Chiron sucht im Folgenden öfter Zuflucht bei Juan und Teresa, später erfährt er jedoch, dass seine Mutter eine von Juans Kundinnen ist.
Kapitel 2: Chiron
Sieben Jahre später ist Chiron zwar um einiges größer als der Little, der er früher war, aber immer noch dünn und ungelenk. Die Drogenprobleme seiner Mutter haben sich verstärkt, aber Teresa ist für ihn da, wenn er sie braucht – Juan ist jedoch in der Zwischenzeit verstorben. Chirons Highschool wird auch von Kevin besucht, der dort in seiner Clique wegen seiner Stärke bekannt ist und mit seinen Frauengeschichten prahlt. Als sich die beiden zufällig nachts am South Beach begegnen und gemeinsam einen Joint rauchen, erlebt Chiron mit Kevin seine erste sexuelle Erfahrung.
Terrel, das „Alphatier“ der Highschool, bemerkt, dass Chiron anders ist, und beschimpft ihn immerzu auf dem Schulhof. Bald reicht ihm dies nicht mehr, und er plant, ihn vor der ganzen Schule zu demütigen. Terrel fordert ausgerechnet Kevin zu einer Art Bewährungsprobe auf, die darin bestehen soll, Chiron zu verprügeln. Kevin glaubt, dass er Chiron leicht zu Boden schlagen und so den Kampf schnell beenden kann, doch sein Freund steht immer wieder auf. Am nächsten Tag rächt sich Chiron dafür an Terrel, kommt wütend in die Schule, betritt das Klassenzimmer, schlägt Terrel mit einem Stuhl brutal nieder und wird daraufhin von der Polizei abgeführt.
Kapitel 3: Black
Rund zehn Jahre später lebt Chiron in Atlanta, hier hat er seine Zeit in einer Jugendstrafanstalt abgesessen. Er sieht nun aus wie ein typischer „Pimp“, trägt goldene Grills, besitzt die gleichen Diamantohrringe und einen ähnlich muskulösen Körper wie einst Juan und hat sich den Namen Black gegeben – so hatte ihn auch Kevin früher immer genannt. Seine Mutter ist in einer Einrichtung für ehemalige Drogenabhängige in Atlanta untergebracht. Chiron wird von Alpträumen geplagt, in denen er wieder ein Kind ist und von seiner Mutter im Crack-Rausch angeschrien wird. Eines Tages erhält er einen unerwarteten Anruf von dem ebenfalls mittlerweile erwachsenen Kevin. Die beiden haben sich seit jenem verhängnisvollen Tag an ihrer Highschool nicht gesehen. Kevin hat mittlerweile einen kleinen Sohn, ist aber frisch geschieden und arbeitet nun als Koch in einem Diner. Bei einem Besuch Blacks bei seiner Mutter erklärt sie ihm, dass sie ihn liebt, auch wenn sie das umgekehrt nicht von ihm erwartet, da sie nie für ihn da war, als er sie am dringendsten brauchte. Sie versucht ihren Sohn zum Reden über seine Gefühle und seine Probleme zu bringen, doch mit ihr kann Black das nicht.
Eines Tages fährt Black spontan nach Miami und besucht den Diner, in dem Kevin arbeitet. Dieser erkennt ihn zunächst nicht, da er seinen früheren Freund als dünnen, zerbrechlichen Jungen in Erinnerung hat. Er kocht für ihn ein Gericht, das nicht auf der Karte steht, sie trinken Rotwein, und Kevin spielt für Black das Lied in der Jukebox, das Grund gewesen war, ihn anzurufen – Hello Stranger, ein alter Doo-Wop-Song von Barbara Lewis. Anschließend fahren sie gemeinsam durch die nächtliche Stadt in die Wohnung Kevins. Obwohl Chiron nun ein „ganzer Mann“ und ein wenig wie Juan geworden zu sein scheint, ringt er weiterhin um die richtigen Worte, denn er hat noch immer nicht ganz herausgefunden, wie er seine Gefühle zum Ausdruck bringen soll. Doch als ihn Kevin fragt, wie es ihm ergangen ist und ob er einen Partner hat, gesteht Black, dass Kevin der einzige Mensch ist, der ihn jemals berührt hat.

## Filmanalyse

### Aufbau des Films und Schlüsselszenen
Der Film ist in drei Kapitel unterteilt, die je einen prägenden Lebensabschnitt der Hauptfigur behandeln. Die Kapitel tragen den Namen des Protagonisten im entsprechenden Zeitabschnitt. Das erste Kapitel heißt Little nach dem Namen, mit dem der Junge in der Schule gerufen wird, das zweite heißt Chiron, was seinem eigentlichen Namen entspricht, und das dritte Kapitel heißt Black, ein Name den ihm sein bester Freund in der Kindheit gegeben hat. Die drei Kapitel bauen aufeinander auf entsprechend einer „Triptychon-Erzählung“: Jedes einzelne Kapitel wird von Kritikern vielfach als denkbarer, eigenständiger Kurzfilm beschrieben, der unabhängig von den anderen gezeigt werden könnte, doch zusammen seien die drei Teile um vieles größer als die einzelnen Kapitel.
Immer wieder heben Kritiker Schlüsselszenen des Films hervor, in denen die Figuren ihren tieferen Charakter zeigen und dabei ihre besonderen Funktionen in Bezug auf Chirons Leben deutlich machen. Hierzu zählt insbesondere die Szene am Strand von Miami im ersten Teil des Films, in der Little von Juan rudimentären Schwimmunterricht erhält (häufig als baptism scene oder Taufszene beschrieben). Hierbei zeigt Juan dem Jungen auch, dass er ihm vertrauen kann. Während der Dreharbeiten lernte der Kinderdarsteller Alex R. Hibbert nach eigenen Aussagen von Mahershala Ali wirklich Schwimmen. Kurz danach folgt die Szene, in der Chiron Juan deutlich macht, dass er als Drogenhändler mitschuldig an der katastrophalen Familiensituation mit seiner drogenabhängigen Mutter ist.

### Biblische und mythologische Herkunft der Rollennamen

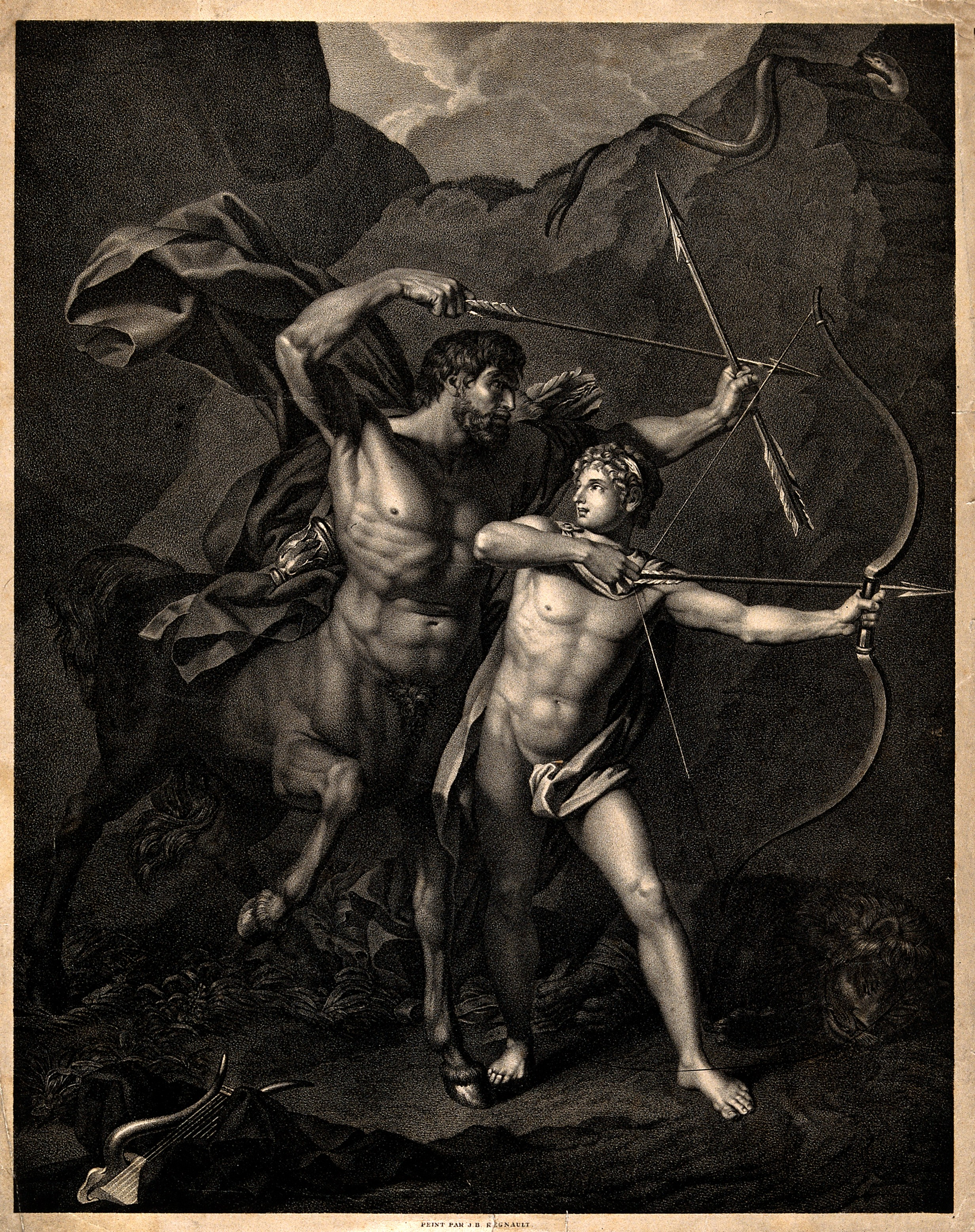
Cheiron und Achilles

Die Namen der Figuren im Film verweisen auf ihre Funktion und ihren Charakter. So teilt Chiron seinen Namen mit dem unsterblichen Zentauren Cheiron aus der griechischen Mythologie. Der Sohn des Titanen Kronos und damit ein Halbbruder zu Zeus, Poseidon und Hades, galt dort als Außenseiter in beiden Welten. Die Parallelen zu Chiron im Film Moonlight sind deutlich erkennbar, denn auch er ist anders als die anderen um ihn herum, und seine Mutter Paula verschwindet auch, indem sie vor unseren Augen im Verlauf des Films den Drogen verfällt, aber auch selbst zu verfallen scheint, wie Verena Lueken von der Frankfurter Allgemeinen Zeitung in ihrer Kritik erzählt. Cheiron wird in der griechischen Mythologie von den Göttern Apollo und Artemis gefördert, die ihn in der Heilkunst, Musik und in Weissagung unterrichten. In Moonlight findet Chiron ebenfalls Ersatzeltern, nämlich in Juan und Teresa.
Die Figur – im Film von drei verschiedenen Schauspielern dargestellt – wird im ersten Drittel des Films Little genannt, danach heißt sie Chiron, was dem eigentlichen Namen entspricht, und im letzten Kapitel, als Erwachsener, nennt er sich Black. Die Figur durchläuft hierbei einen Transformationsprozess, wobei das Wesen von Chiron unter der zunehmend harten Schale erkennbar bleibt, während er sich äußerlich stark verändert, was im Film als eine verständliche Reaktion auf das Erlebte und eine natürliche Entwicklung angesehen wird. Jenkins bemerkt zu Chirons Verwandlung, wenn er Black heißt, sei aus ihm das geworden, was die Welt von ihm sehen will. Trotz der Besetzung von Chiron mit drei Schauspielern in den verschiedenen Lebensabschnitten bemerkten Kritiker, Jenkins sei es gelungen, Darsteller zu finden, die in den Aufnahmen ähnlich ängstlich wirkende Augen besitzen, in denen sich Chirons Schmerz spiegelt, wodurch glaubhaft gemacht worden sei, dass es sich um dieselbe Person handele, deren Entwicklung man im Film erlebt.
Juan ist die spanische Entsprechung des Namens Johannes. Es war Johannes der Täufer, der zahlreiche Anhänger im jüdischen Volk hatte, Jesus von Nazaret taufte und als sein Wegbereiter angesehen wird. Die Szene, in der Juan in Moonlight dem jungen Chiron (Little) das Schwimmen beibringt, wird von Kritikern, aber auch vom Stab selbst, häufig als eine Art Taufe beschrieben, die wie eine Reminiszenz an Jesus und Johannes den Täufer wirke. Die Szene wie eine Taufe wirken zu lassen stand nach Aussage von Jenkins jedoch nicht im Drehbuch, sondern wurde spontan so gestaltet. Mahershala Ali sagte über seine Rolle, manchmal gelinge es nicht den Eltern eines Kindes, das seinen Platz in der Gesellschaft nicht gefunden hat, Selbstwertgefühl zu vermitteln, sondern Schlüsselpersonen würden dies übernehmen, die zur richtigen Zeit in das Leben eines Menschen treten, wie er als Juan in das Leben von Chiron tritt.
In einer weiteren Schlüsselrolle fungiert Kevin als wichtige Person in Chirons Leben. Seine besondere Funktion kommt insbesondere in der romantischen Szene am Strand zum Ausdruck, denn für Chiron, der zuvor mit niemandem intim gewesen ist, stellt ein Kuss eine völlig neue Form zwischenmenschlicher Begegnung dar, und Kevins Schulter, auf die er seinen Kopf legt, wird für ihn zum denkbar intimsten Ort.

## Themenanalyse

### Homosexualität und Identitätsfindung in der afroamerikanischen Subkultur
„Wir spüren Chirons Einsamkeit, sein Suchen nach Halt und erfahren unmittelbar, was es heißt, seine Homosexualität zu entdecken – in einem Umfeld, in dem Schwulsein tabu ist.“

Noch bevor Chiron alt genug ist, um den Begriff der Homosexualität zu verstehen, scheinen ihn seine Klassenkameraden als Schwulen abzustempeln. Ungefähr zehn Jahre später hat er sich zwar äußerlich völlig verändert, doch sei Chirons Entwicklung damit noch nicht abgeschlossen, so Peter Debruge in Variety. Das letzte Filmdrittel zeige, wie sich Chiron, der nun ein typischer „Pimp“, geworden ist, mit seiner Männlichkeit auseinandersetze – was ihm letztlich die Kontrolle über seine Zukunft ermögliche.
Brian Josephs von Spin bemerkt, der schwarze Körper werde in der Kunst wie im Leben ständig „brutalisiert“, weshalb es für ein schwarzes Publikum kathartisch sei, ihn wunderschön menschlich zu sehen und zu beobachten, wie die reine Menschlichkeit anerkannt wird. Eine Erklärung liefert Hanns-Georg Rodek von Welt Online. Er verweist in seiner Kritik auf die Geschichte der Schwarzen in Amerika, die mit Unterwerfung begonnen hatte. Als die Sklaverei endete, sei es unglaublich wichtig für sie gewesen, sich nicht erneut zu unterwerfen, und sich „männlich“ zu benehmen und keine Schwäche mehr zu zeigen, sei zu einer Frage von Tod oder Leben geworden. Moonlight hingegen versuche zu zeigen, dass Schwarzsein eine Feminität oder Homosexualität nicht ausschließt, auch wenn der von ihm zitierte Jenkins sagte: „Wo ich herkomme, schließen sich Schwarz- und Schwulsein sehr wohl aus.“ Schauspieler André Holland meinte: „Schwarze Männer in diesem Land müssen oft ihre Gefühle begraben, ihre Verwundbarkeit begraben, nicht nur aus Bequemlichkeitsgründen, sondern auch aus Gründen des Überlebens.“ Sein Kollege Trevante Rhodes, der Black spielt, sagte gegenüber People: „Ein schwarzer Mann in den USA zu sein ist momentan relativ schwierig, ein schwuler Mann in Amerika zu sein ist unglaublich schwierig und so kann es im Moment als das Schlimmste angesehen werden, ein schwarzer, schwuler Mann zu sein.“

### Black Queer Cinema im Hollywoodkino
Philipp Hanke verweist auf Louise Wallenberg, die in ihrem Artikel zum Black Queer Cinema afroamerikanischen und queeren Figuren im Hollywoodkino noch immer eine Randstellung attestiert. Diese anhaltende Homophobie sei aber nicht nur in der weiß-dominierten Mainstreamkultur, sondern auch in afroamerikanischen Communities verwurzelt. In ihrem Buch New Black Queer Cinema bemerkt Wallenberg, während die von Weißen dominierte Kultur im Allgemeinen wenig Raum für schwarze Darstellungen gelassen habe, müsse darauf hingewiesen werden, dass die homophobe Haltung, die von der schwarzen Gemeinschaft ausgeht, einen weiteren Grund darstellt, warum so wenige Porträts über Schwule und Lesben produziert wurden.
Es sei zudem schwer vorstellbar, dass eine ebenso durchgeführte, explizitere Studie über die Sexualität unter Afroamerikanern eine ebenso große Anerkennung gefunden hätte, so Guy Lodge vom Guardian. Er stellt sich die Frage, ob der Film auf die explizite Darstellung von schwulem Sex verzichten musste, um von einem breiten Publikum angenommen zu werden: „Denn obwohl die Darstellung des Films über aufkommende alternative Sexualität wunderschön artikuliert und moduliert sein mag, gibt es ein Maß an Vorsicht, die ihm seine breitere Akzeptanz bisher ermöglicht hat: Es ist eine schwule Romanze ohne sexuelle Handlungen auf der Leinwand.“
Ganz allgemein seien Geschichten von Farbigen in der LGBT-Community im Film in der Vergangenheit weitgehend ignoriert oder zumindest in den Hintergrund gedrängt worden, so Benjamin Lee von Guardian, der in diesem Zusammenhang auch auf Roland Emmerichs Stonewall verweist, der seine Geschichte weiß tünchte. Auch Kirsten Taylor vom Filmdienst schreibt, wenn der Film eine afroamerikanische, zudem queere Lebenswirklichkeit ins Licht rücke, sei diese ein Thema, das im Kino immer noch selten zu sehen ist. So durchbreche Moonlight Hollywoods bisherige Vernachlässigung der afroamerikanischen männlichen Sensibilität, die normalerweise durch Macho-Stereotypen verdrängt würden, erklärt Armond White im National Review und verweist auf andere von Denzel Washington und Samuel L. Jackson verkörperte Vorgänger.

## Produktion

### Literarische Vorlage und Stab

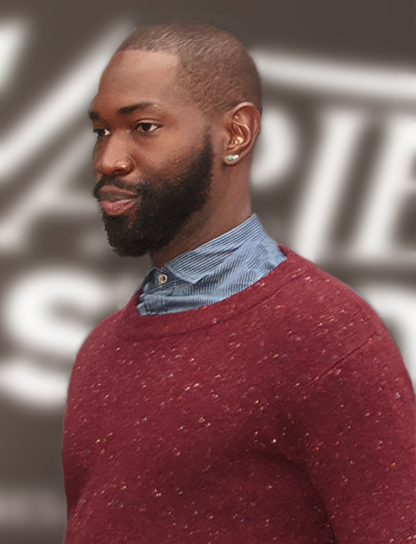
Der Film basiert auf dem Theaterstück In Moonlight Black Boys Look Blue von Tarell Alvin McCraney

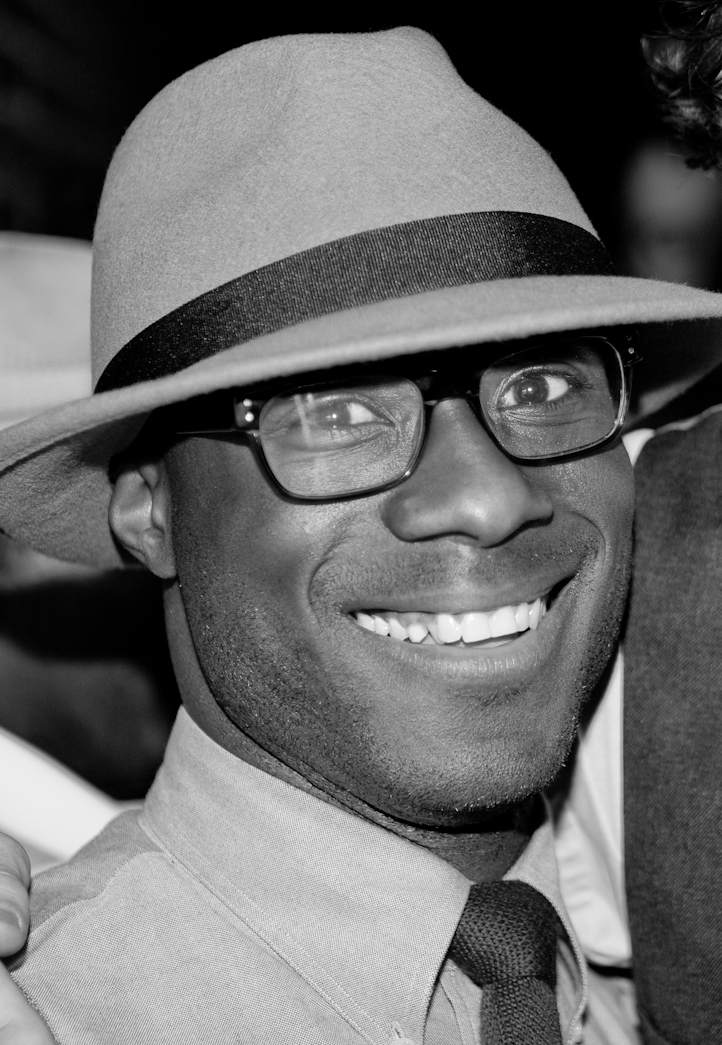
Barry Jenkins führte beim Film Regie und adaptierte McCraneys Theaterstück

Der Film basiert auf dem Theaterstück In Moonlight Black Boys Look Blue von Tarell Alvin McCraney. In drei Kapiteln erzählt McCraney darin die Geschichte von Chiron, der als Afroamerikaner mit kaputter Kindheit inmitten des Gedränges und des Drogenkrieges der 80er Jahre in Miami aufwächst. McCraney beschreibt den Lebensweg von Chiron als Kind, als Jugendlicher und schließlich als Erwachsener. Das Stück wurde allerdings nie aufgeführt.
McCraney beschreibt die ihm nahestehenden Menschen in seiner Jugend selbst als ein Patchwork, und bei einer Pressekonferenz nach der Premiere des Films beim Toronto International Film Festival im September 2016 sagte er, ein Drogenhändler aus seiner Nachbarschaft habe ihm das Fahrradfahren beigebracht. Blue, so der Name des Mannes, datete zum damaligen Zeitpunkt seine Mutter und verhielt sich ihm gegenüber freundlich und sehr zärtlich, fast als wäre er sein eigener Sohn gewesen. McCraney war fünf oder sechs Jahre alt und hatte zuvor nie erlebt, dass ein Mann ihm auf diese Art und Weise begegnet, seinen eigenen Vater eingeschlossen. McCraney war bewusst, dass Blue Drogendealer war und seine Mutter drogensüchtig, aber er akzeptierte was und wie sie waren, und sie akzeptierten ihn wie er war. So war es nach eigenen Aussagen als Kind McCraneys Wunsch, eine Ballettschule zu besuchen, er liebte es, sich im Kreis zu drehen, überschlug seine Beine, wenn er sich setzte, und er lief nicht, als wäre er gerade von einem Pferd gestiegen. Blue schuf für ihn einen sicheren Raum innerhalb der Nachbarschaft. Einige Jahre später fand man ihn erschossen auf.
Nach seinem Bachelor of Fine Arts an der DePaul University und seinem Master-Abschluss an der Yale University hatte McCraney 2010 bereits das Drehbuch für den Kurzfilm Day N Night Out geschrieben, in dem er selbst die Rolle von The Boy Who Looks übernommen hatte und erhielt 2013 das MacArthur Fellowship.
Die Regie übernahm Barry Jenkins, und Moonlight ist dessen zweiter Spielfilm nach Medicine for Melancholy. Jenkins, der eine frühe Version von McCraneys Werk als eine Mischung zwischen Theaterstück und Filmdrehbuch beschreibt und auch die Arbeiten an der Drehbuchadaption für den Film übernahm, beginnt die Geschichte mit Little zu erzählen, der erst als Kind und später als Jugendlicher mit verschiedenen Problemen, die die Pubertät mit sich bringt, kämpfen muss und den er im dritten Kapitel des Films zu Black transformiert. Jenkins passte hierbei McCraneys Vorlage an, der darin durchgehend in der Zeit vor- und zurückgesprungen war. Dennoch verzichtet Jenkins im Verlauf des Films auf einen klaren, progressiven Zeitverlauf und zeigt dem Betrachter, durch eine vermittelte atmosphärische Subjektivität eine impressionistische Vision von Chirons Psyche, in der nicht nur Wollust, sondern auch ein großer Schmerz zuhause ist und stellt die nicht verheilten Wunden in den Mittelpunkt des Films. Jenkins schrieb das Drehbuch während seiner Aufenthalte in Brüssel und in Berlin drei Jahre, bevor der Film in die Kinos kam.
Die Zusammenarbeit von McCraney und Jenkins war bereits 2012 bekannt geworden. Die beiden, die ungefähr im gleichen Alter sind, wuchsen unweit voneinander, in der gleichen Nachbarschaft in Miami auf. Beide Mütter waren drogenabhängig. Jenkins’ Mutter infizierte sich mit HIV und lebt seit längerem mit der Infektion. McCraneys Mutter hingegen starb später an den Folgen von AIDS. Jenkins ist heterosexuell, McCraney ist schwul. Produziert wurde der Film gemeinsam von A24, der von Brad Pitt gegründeten und geleiteten Filmproduktionsgesellschaft Plan B Entertainment und Adele Romanski. Als Kameramann fungierte James Laxton, der mit Romanski verheiratet ist. A24 übernahm das Marketing und den Vertrieb des Films.

### Besetzung und Synchronisation
Die im Film zu sehenden Menschen sind, inklusive Statisten, ausschließlich Afroamerikaner und Latinos. Ashton Sanders ist im Film in der Rolle von Chiron zu sehen, Alex R. Hibbert übernahm die Rolle von Chiron im ersten Drittel des Films, als er Little genannt wird, und Trevante Rhodes spielt ihn als Erwachsenen, als er sich selbst Black nennt. Da Jenkins durch das Buch In the Blink of an Eye von Walter Murch, das er im Studium gelesen hatte, überzeugt war, dass Augen das Fenster zur Seele sind, suchte er die drei Darsteller weniger nach Ähnlichkeiten in ihren Gesichtszügen aus, sondern nach ihrer gleichen Ausstrahlung. Das gleiche Gefühl in ihren Augen sollte eine glaubwürdige, kontinuierliche Weiterentwicklung der Figur garantieren. Naomie Harris ist in der Rolle von Chirons Mutter Paula zu sehen. Mahershala Ali, der sich parallel in den Dreharbeiten zu den Fernsehserien Luke Cage und House of Cards befand, übernahm die Rolle des Drogenhändlers Juan. Für Janelle Monáe in der Rolle seiner Freundin Teresa handelt es sich um den ersten großen Auftritt in einem Film für die eigentliche Soul- und Funk-Sängerin. Jaden Piner spielt den 9-jährigen Kevin, Jharrel Jerome ihn als 16-Jährigen und André Holland als Erwachsenen. Patrick Decile debütierte im Film in der Rolle von Terrel, dem Alphatier von Chirons Klasse, der bemerkt, dass mit diesem etwas anders ist und ihn hierfür verbal bestraft.
| Darsteller      | Synchronsprecher    | Rolle               |
| --------------- | ------------------- | ------------------- |
| Ashton Sanders  | Sami El-Sabkhawi    | Chiron              |
| Alex R. Hibbert | Oliver Szerkus      | Chiron als Little   |
| Trevante Rhodes | Marios Gavrilis     | Chiron als Black    |
| Mahershala Ali  | Falilou Seck        | Juan                |
| Jaden Piner     | Jan Philipp Jäschke | Kevin, 9 Jahre alt  |
| Jharrel Jerome  | Patrick Roche       | Kevin, 16 Jahre alt |
| André Holland   | Tim Knauer          | Kevin, erwachsen    |
| Janelle Monáe   | Maja Maneiro        | Teresa              |
| Naomie Harris   | Vera Teltz          | Paula               |
| Shariff Earp    | Tim Sander          | Terrence            |
| Duan Sanderson  | Marcel Collé        | Azu                 |
| Edson Jean      | Frank Schaff        | Mr. Pierce          |
| Patrick Decile  | Jesco Wirthgen      | Terrel              |

Die drei Schauspieler, die sich die Rolle von Chiron teilten, begegneten sich während der Dreharbeiten nicht, genauso wenig wie die drei Darsteller, die Kevin in seinen einzelnen Lebensabschnitten verkörperten. Jenkins hatte ihnen dies nicht erlaubt, denn er wollte nicht, dass sie sich gegenseitig beeinflussen oder unbewusst ihr Verhalten vor der Kamera aufeinander abstimmen. Allerdings hatte Jenkins bei ihrer Besetzung darauf geachtet, drei Schauspieler mit ähnlichen Augen auszuwählen, damit ihre Blicke gleich wirken, während Chiron selbst im Film älter wird. Die insgesamt sechs Darsteller von Chiron und Kevin begegneten sich erstmals bei der Premiere des Films.
Besondere Bedeutung kam im Film der Rolle von Paula zu, die in vielen Nuancen Jenkins' eigener Mutter ähneln sollte. Die Aufnahmen, in denen Naomie Harris als Chirons Mutter in unterschiedlichem Alter zu sehen ist, mussten innerhalb von drei Tagen gedreht werden, weil ihr, als einzige am Film beteiligte Schauspielerin, die keine US-Amerikanerin ist, nur für wenige Tage ein Arbeitsvisum ausgestellt worden war. Harris, die nach eigenen Aussagen weder raucht noch Alkohol trinkt, im Film aber eine Crack-Süchtige spielt, hatte sich in Vorbereitung auf ihre Rolle Dokumentationen über Drogenabhängige angeschaut. Jenkins sagte über die Besetzung der weiblichen Hauptrolle mit Harris, die als einzige Figur in allen drei Kapiteln des Films vorkommt, als Engländerin habe sie die drogenabhängige Mutter auf eine Weise gespielt, die ihn sehr an seine eigene Mutter erinnere, und sie wirke in der Rolle, als sei sie in den Hoods groß geworden.
Die deutsche Synchronisation des Films wurde bei der Christa Kistner Synchronproduktion nach einem Dialogbuch und unter der Dialogregie von Antonia Ganz erstellt.

### Dreharbeiten und Koloration

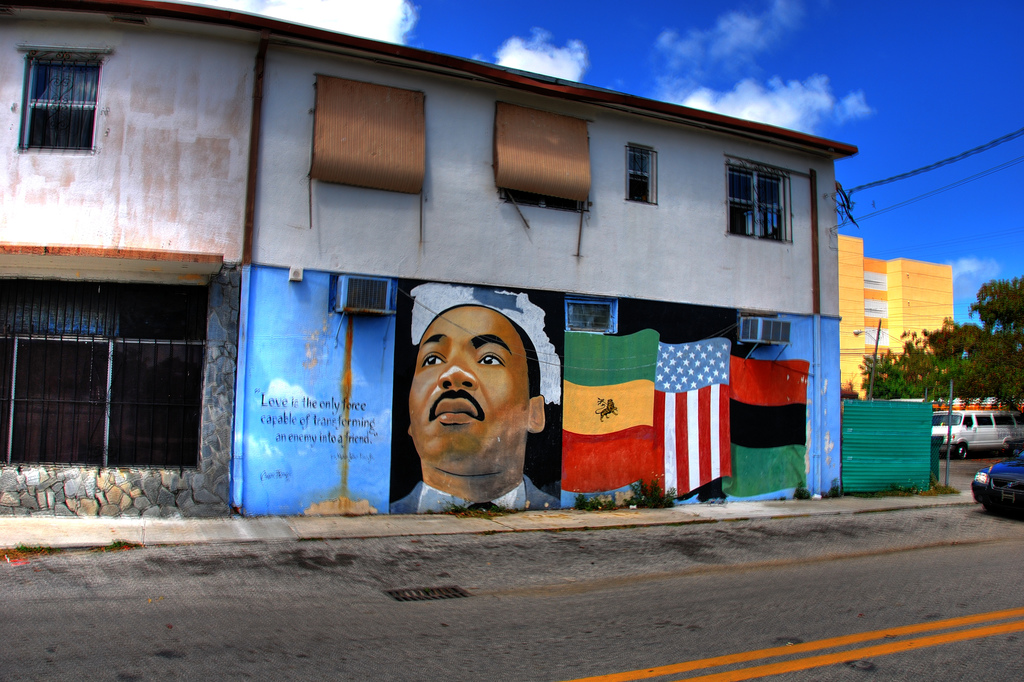
Ein Gebäude im Liberty Square in Miami

Die Dreharbeiten begannen Mitte Oktober 2015 in Miami, was auch der Handlungsort des Films ist. Sie fanden dort an 25 Drehtagen in der Liberty Square Neighborhood statt, die von den Menschen umgangssprachlich Pork & Beans (deutsch Schweinefleisch & Bohnen) genannt wird und in der McCraney und Jenkins auch aufwuchsen. Die Dreharbeiten mit den Kinderdarstellern fanden ausschließlich an Wochenenden statt.

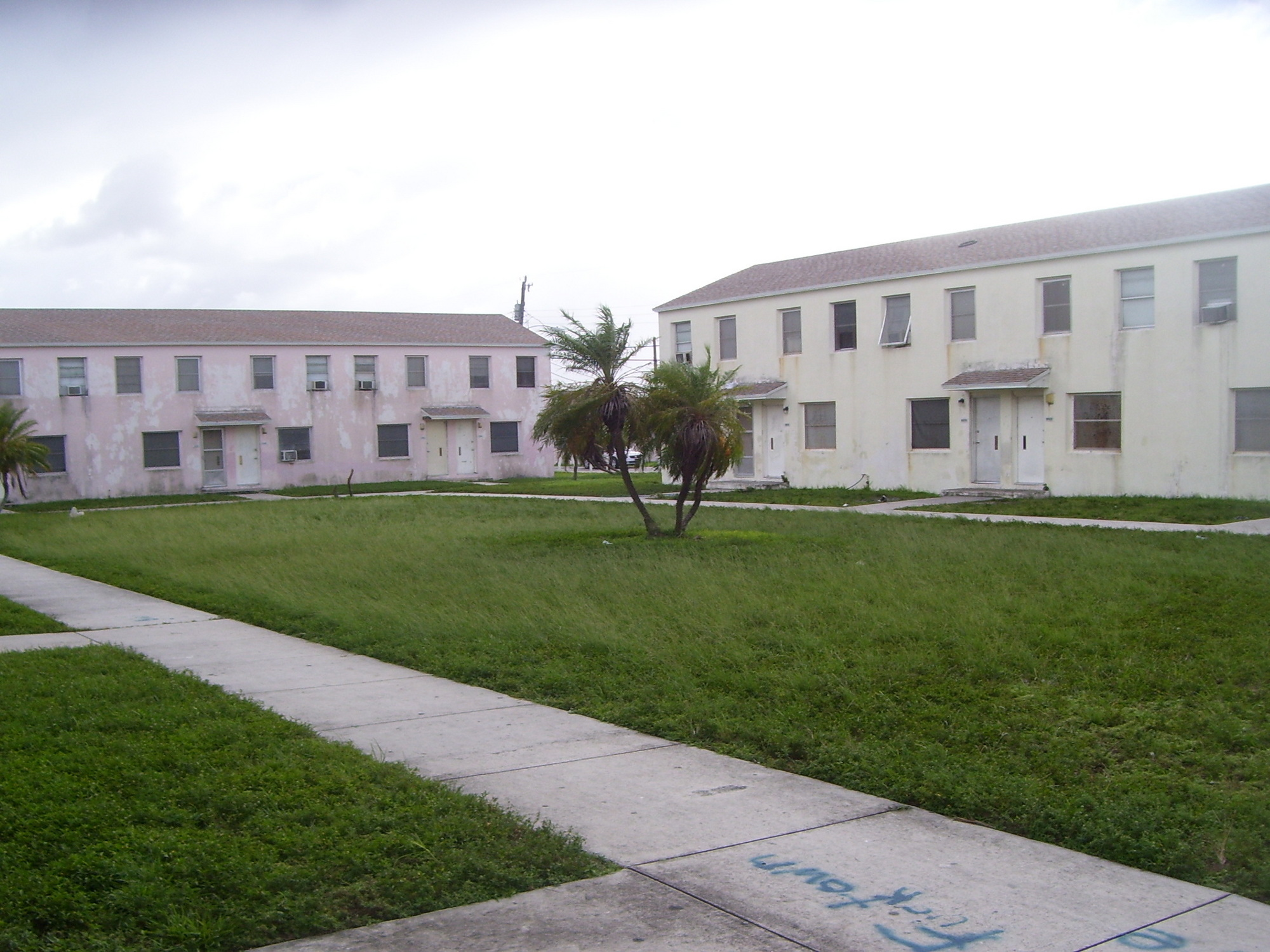
Ein Teil des Films wurde im Liberty Square-Wohnprojekt gedreht, in Miami

Der Regisseur meinte zur Wahl des Drehortes: „Miami Vice wurde nicht in Pork & Beans gedreht. In einer Umgebung, in der die Menschen illegale Dinge tun wollen, schießen sie die Straßenbeleuchtung aus. Wir hatten diese hellen Strahler für das Filmset. Die Menschen waren glücklich, dass dort Licht war, und sie konnten ihre Kinder zum Spielen hinauslassen.“ Der Liberty Square ist ein 753 Einheiten umfassender öffentlicher Apartment-Komplex in Miami. Das am Martin Luther King Jr. Boulevard in Liberty City im Jahr 1937 angelegte Wohnungsbauprojekt war für Schwarze im Süden der USA das erste seiner Art. Das Stadtviertel weist die höchste Konzentration von Afroamerikanern im Süden Floridas auf.
Bei den Dreharbeiten kam eine ARRI Alexa XT zum Einsatz. Die Kameraschwenks, so Jenkins, sind von dem Episodenfilm Three Times von Hou Hsiao-Hsien inspiriert, insbesondere in der Szene im Diner im dritten Kapitel.
Laxton arbeitete mit dem Coloristen Alex Bickel zusammen, der den Aufnahmen durch eine Abstimmung von Helligkeit, Farbe und Gradation die gewünschte Stimmung verlieh. Bereits vor Drehbeginn hatte Bickel ermittelt, wie weit Laxton die Kontraste minimieren kann, ohne dass Details und die Farbtiefe verloren sind, besonders wenn die Gesichter der Darsteller, die alle einen dunklen Teint hatten, im Schatten lagen. Auf Grundlage der Arbeiten des Farbwissenschaftlers Bill Feightner entwickelte Bickel Lookup-Tabellen, mit denen er und Laxton arbeiten konnten. Jedes Kapitel des Films erhielt so seinen eigenen Charakter. Im ersten Kapitel wirken die Farben wärmer, wobei insbesondere die Hauttöne durch ein Hinzufügen von Cyan nachkoloriert wurden. Im zweiten Kapitel sorgten grünlich-blaue Farbtöne für einen anderen Effekt, im dritten Kapitel wurde den Aufnahmen mehr Glanz verliehen.
Der anschließende Film- und Tonschnitt wurden mit Hilfe eines Atomos Samurai, einem Field Recorder, und mit der Unterstützung der Wildfire Studios in Los Angeles durchgeführt.

### Filmmusik
Die Filmmusik wurde von Nicholas Britell komponiert und besteht zum größten Teil aus Violinen- und Cellospielen, aber auch weitere klassische Instrumente, wie ein Klavier und eine Oboe, wurden für die Einspielung genutzt. Jenkins wünschte sich einerseits Orchestermusik für seinen Film, andererseits hatte er am Anfang der Zusammenarbeit mit Britell bemerkt, dass dieser sein Interesse an Chopped-and-Screwed-Musik teilt. Hierbei handelt es sich um eine Remix-Technik der Hip-Hop-Musik, die ihren Ursprung im Süden der USA hat. Hierbei werden Tracks bewusst langsamer abgespielt und Teile des Liedes werden mehrfach wiederholt. Die Worte werden hierbei tiefer gesprochen und bieten der Stimme mehr Platz, sich zu entfalten. Britell konnte sich vorstellen, klassische Instrumente für die Filmmusik zu nutzen und diese Technik darauf anzuwenden beziehungsweise sie auf die Filmmusik zu übertragen. Auch wenn letztlich keiner der Titel Hip-Hop ist, bedienen sich vieler dieser dessen Elementen. Die Violinen und Celli wurden von Mitgliedern der New Yorker Philharmoniker eingespielt.
Ein Beispiel dafür, wie diese Technik Einzug in die Filmmusik gefunden hat, macht Britell mit Chiron’s Theme, dessen Grundmelodie an einigen Stellen des Films vorkommt. Im ersten Kapitel ist es in Gestalt von Little’s Theme zu hören und wird hier noch klassisch von Klavier und Violine gespielt. Diese Melodie wird im weiteren Verlauf des Films moduliert, in ihrer Tonhöhe nach unten verlagert und ein wenig verzerrt. Im zweiten Kapitel des Films wird sie unter anderem während der Prügelei auf dem Schulhof gespielt, wo sie drei Oktaven nach unten versetzt im Tieftonbereich zu hören ist. Im dritten Kapitel taucht das Thema abermals auf und wird hier von Celli gespielt.
Durch die Verbindung der klassischen Orchesterpartitur und der Chopped-and-Screwed-Technik entstand nach Ansicht vieler Kritiker eine einzigartige Komposition. Im Dezember 2016 wurde der Soundtrack als Anwärter bei der Oscarverleihung 2017 in der Kategorie Beste Filmmusik in die Kandidatenliste (Longlist) aufgenommen, aus denen die Mitglieder der Akademie die offiziellen Nominierungen bestimmen werden.
David Rooney von The Hollywood Reporter beschreibt auch die übrige Musikauswahl als hervorragend, weil die Stücke im Verlauf des Films stark variierten und oft in einem erhellenden Kontrast zu den gezeigten Szenen stünden. So ist im Film beispielsweise in der Eröffnungssequenz eine Passage von Boris Gardiners Lied Every Nigger is a Star aus dem Jahr 1973 zu hören, das nach Aussage von Jenkins einst die Schönheit schwarzer Menschen zum Ausdruck bringen wollte. Kevin drückt im Diner an der Jukebox Hello Stranger von Barbara Lewis, und an einer anderen Stelle wird eine Arie aus den Vesperae solennes de Confessore von Wolfgang Amadeus Mozart gespielt.
Der Soundtrack zum Film wurde von Lakeshore Records am 21. Oktober in digitaler Version veröffentlicht und erschien am 25. November 2016 als CD. Einige der im Film zu hörenden Lieder, wie etwa One Step Ahead von Aretha Franklin und Cucurrucucú paloma in einer Version von Caetano Veloso, sind nicht auf dem Soundtrack enthalten.

### Marketing und Veröffentlichung
In einem am 11. August 2016 veröffentlichten Trailer ließ Barry Jenkins die Hauptfigur Juan (im Film gespielt von Mahershala Ali) zum Ausdruck bringen, worum es ihm in seinem Film im Kern geht: „At some point, you gotta decide for yourself who you gonna be; and let nobody make that decision for you.“ (deutsch: „An einem gewissen Punkt muss man für sich selbst entscheiden, wer man sein will; und lass diese Entscheidung von niemand anderem treffen.“) Anders als bei vielen anderen Filmen üblich, war auch der Trailer mit der Filmmusik von Britell unterlegt.
Auf einem im August 2016 veröffentlichten Filmplakat sind die Schauspieler Ashton Sanders, Alex R. Hibbert und Trevante Rhodes in einer Montage zu sehen, die Chiron und Little bzw. Black, wie er später genannt wird bzw. sich selbst nennt, innerhalb eines Gesichts zeigt.

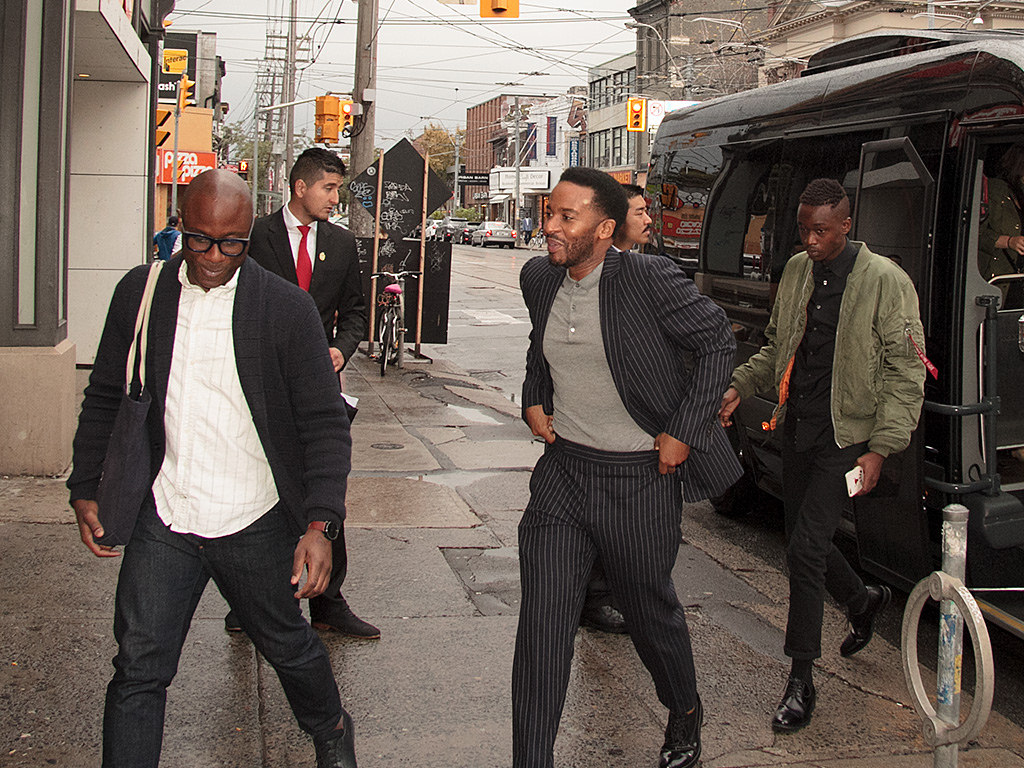
Barry Jenkins, André Holland und Ashton Sanders beim Toronto International Film Festival 2016

Der Film wurde am 2. September beim Telluride Film Festival erstmals gezeigt und feierte am 10. September 2016 im Rahmen des Wettbewerbs in der Platform-Sektion des Toronto International Film Festivals seine internationale Premiere. Ab 2. Oktober 2016 wurde der Film beim New York Film Festival vorgestellt. Beim London Film Festival wurde der Film ab 6. Oktober 2016 im Rahmen des offiziellen Wettbewerbs gezeigt. Am 13. Oktober 2016 eröffnete der Film das 11. Festa del Cinema di Roma, wo er im Sala Sinopoli des Auditorium Parco della Musica erstmals gezeigt wurde. Am 16. Oktober 2016 wurde der Film im Colony Theatre in Miami Beach vorgestellt und damit unweit der Gegend, in der Jenkins aufwuchs und der Film auch gedreht wurde.
Der Filmverleiher ist A24 und brachte den Film ab 21. Oktober 2016 in ausgewählte US-amerikanische Kinos in New York und Los Angeles. Ab 28. Oktober 2016 wurde der Film in 36 und ab 4. November 2016 in landesweit 83 Kinos gezeigt, unter anderem in Miami, Jacksonville, Nashville und Chicago. Hierbei handelt es sich um Städte, die ebenfalls über größere afroamerikanische Neighborhoods, kurz Hoods, verfügen. Jenkins meinte, hierdurch solle ein Versuch unternommen werden, nicht die Hoods ins Arthouse-Kino zu bringen, sondern das Arthouse-Kino in die Hoods. Gleichzeitig, so Jenkins, werde auf diesem Weg aber auch die Orchestermusik in die Hoods gebracht. Insbesondere in den ersten Wochen nach der Premiere boten viele Kinos in den USA im Anschluss an die Filmvorführung Diskussionsrunden mit Filmkritikern, Akademikern, Sprechern von Verbänden oder Teilen des Filmstabs an.
Die Vertriebsrechte des Films in Frankreich liegen bei Mars Films, für das Vereinigte Königreich und Irland hat Altitude Film Distribution den Verleih übernommen. Am 20. Januar 2017 feierte Moonlight im Filmtheater am Friedrichshain in Berlin seine Deutschlandpremiere. Mitte Februar 2017 wurde ein deutscher Trailer veröffentlicht, der mit der Originalmusik der US-amerikanischen Trailer unterlegt war. Am 9. März 2017 brachte DCM den Film in Deutschland und der Schweiz in die Kinos.

## Rezeption

### Altersfreigabe
Die Bewerter für die Altersfreigaben in verschiedenen Ländern waren sich in ihrer Bewertung des Films nicht einig. Während Moonlight in den USA von der MPAA wegen Sexualität, Drogengebrauchs, ein wenig Gewalt und vielen Kraftausdrücken ab 17 Jahren freigegeben wurde, können ihn Briten bereits ab 15 und Schweden ab 11 Jahren sehen. In Frankreich wurde der Film ohne Altersbeschränkung freigegeben. In Deutschland ist der Film FSK 12. In der Freigabebegründung heißt es: „Eindringliche Darstellungen von Konflikten, Gewalt und Drogenmissbrauch sowie die teils vulgäre Sprache können Kinder unter 12 Jahren irritieren und überfordern. Doch 12-Jährige sind in der Lage, diese Aspekte den gezeigten Lebensumständen zuzuordnen und sich ausreichend zu distanzieren. Ihnen erschließt sich die Geschichte eines schwierigen Erwachsenwerdens und der sexuellen Selbstfindung, so dass sie auch ambivalente und düstere Aspekte des Films eigenständig bewerten können.“

### Kritiken
Der Film konnte 98 Prozent der Kritiker bei Rotten Tomatoes überzeugen, was dort der besten Bewertung eines Films des Jahres 2016 entspricht. Im Konsens heißt es dort, Moonlight nutze die Geschichte eines Mannes, um einen bemerkenswerten und brillant herausgearbeiteten Blick auf das Leben zu werfen, wie nur viel zu selten im Kino zu sehen. Auf Metacritic erreicht Moonlight sogar die höchstmögliche Punktzahl von 100 Punkten und belegt den ersten Platz in der Rangliste der besten Filme des Jahres 2016. Zudem ist er neben Boyhood der einzige Spielfilm des 21. Jahrhunderts, der den maximalen Metascore erzielen konnte. Von der britischen Filmzeitschrift Sight & Sound wurde Moonlight in die Top 10 der Besten Filme des Jahres und vom American Film Institute in die Top-10-Liste der AFI Movies of the Year aufgenommen.
Die Kritiker überschlugen sich im Lob über die Regie, die Kameraführung, das Drehbuch und alle Schauspieler des Films, besonders aber über die drei Darsteller von Chiron, die eine kontinuierliche Entwicklung der Figur bewerkstelligten. Moonlight wurde von Kritikern in vielerlei Hinsicht als Meisterwerk beschrieben und als ein Meilenstein bezeichnet, an dem sich andere, nicht nur afroamerikanische, Filmemacher orientieren sollten. Nach seiner Premiere beim Telluride Film Festival und seiner Vorstellung beim Toronto International Film Festival im September 2016 avancierte der Film schnell zum potenziellen Oscar-Kandidaten, und Barry Jenkins wurde als möglicher Kandidat für eine Auszeichnung in der Kategorie Beste Regie aber auch für seine Arbeit am Drehbuch ins Gespräch gebracht. Allgemein erkannten Kritiker auch in der Kameraarbeit großes Oscar-Potenzial. Scott Feinberg von The Hollywood Reporter sieht Laxtons Arbeit als vielversprechend an, in der Kategorie Beste Kamera für einen Oscar nominiert zu werden, Kritiker sahen aber auch gute Chancen für Joi McMillon und Nat Sanders in der Kategorie Bester Filmschnitt. Andere Kritiker sind der Ansicht, dass Laxton rein handwerklich mit seiner Arbeit eine Ästhetik geschaffen habe, die kommende Kameraleute nachhaltig beeinflussen dürfte. Auch die schauspielerischen Leistungen von Naomie Harris in der Rolle der drogenabhängigen Mutter Paula und von Mahershala Ali in der Rolle des Drogenhändlers und Aushilfsvaters Juan wurden vielfach als Oscar-würdig erachtet. Beide erhielten für ihre Darstellungen später eine Reihe von Nominierungen und Auszeichnungen.
Eric Kohn vom Independent-Filmmagazin IndieWire beschreibt, Moonlight untersuche die Misere eines jungen schwarzen Mannes, der sich auf der Suche nach seinem Platz in der Welt befinde und mit seiner schwulen Identität ringe, während er mit den Belastungen durch seine Klasse und seine zerbrochene Familie zu kämpfen habe. Eine besondere Kraft, so Kohn, verliehen der Geschichte allerdings die Lücken zwischen den Worten und der fortlaufende Kampf, die richtigen Worte zu finden. Trotz seines ersten sexuellen Kontakts mit Kevin, so Kohn, überbewerte Jenkins die scheinbare Homosexualität von Chiron im Film nicht. Sexualität werde vielmehr als ein fremder Impuls dargestellt, dem sich der Junge in einer ihm entgegenstehenden Welt zuwende. Der Film sei kein Schwulenfilm, sondern vielmehr eine Ausführung darüber, wie es ist, sich fehl am Platz zu fühlen. Kohn meint, der Film verbinde so die melancholische Kraft verdrängter Sexualität, der sich Brokeback Mountain und Carol bedienten, mit den feinen Texturen aufkeimender Männlichkeit im Film Boyhood.
Kristopher Tapley von Variety begründet, die universelle Auseinandersetzung des Films mit dem Thema Identität und wie man in diese Welt hineinpasse, lasse den Film im Zuge der #OscarsSoWhite-Kontroverse für diese Auszeichnung ranken, besonders in der Kategorie Bester Film, und er nennt den Film ein wichtiges Element und eine Weiterführung der Black-Lives-Matter-Bewegung.
Brian Tallerico nennt Moonlight einen notwendigen amerikanischen Film. Der Film sei gleichermaßen lyrisch und mit seinen Figuren verbunden, was einen Balanceakt darstelle, der atemberaubend anzusehen sei. Es handele sich um einen jener seltenen Filme, die sich dauerhaft auf die Figuren konzentrierten. Der Film, so Tallerico, behandle dabei aber auch universelle, komplexe Themen wie Identität, Sexualität, Familie und allen voran das Thema Männlichkeit, die von den Figuren reflektiert würden. Erin Whitney von Screencrush bemerkt, dass Jenkins seine Hauptfigur Chiron nie bemitleide oder ihn zu einem Opfer mache, wodurch ein Meisterwerk des poetischen Films entstanden sei, das zu den überzeugendsten des Jahres zähle. Patrick Heidmann von Männer beschreibt Moonlight als eine hochkonzentrierte Charakterstudie, die fernab von Coming-of-Age-Klischees oder der Dramaturgie herkömmlicher Coming-out-Geschichten die Schmerzen des Erwachsenwerdens und das mühsame Finden einer männlichen, schwarzen und schwulen Identität zeige. Jared Sexton von der University of California bemerkt, ein Punkt, der in Moonlight weiter untersucht wird, sei, dass das normative Streben nach kohärenter sozialer Identität des Afroamerikaners hier durch die körperlichen Veränderungen, den Ausdruck seiner geschlechtlichen Identität und seiner sexuellen Präferenzen gestört werde.
Andreas Borcholte von Spiegel Online erklärt zur Besetzung mit ausschließlich schwarzen Schauspielern: „Es spielt kein Weißer mit in Moonlight, denn es ist eine Geschichte, die sich nicht vorrangig an den ethnischen Antagonisten richtet, sondern an die schwarze Gemeinde selbst, mit dem Ziel, von innen heraus einen Heilungsprozess zu erwirken, sich der Fessel verordneter Rollenmuster und Identitäten zu entledigen.“
Alexandra Seitz von epd Film schreibt, auch Moonlight arbeite mit Klischees: die crackabhängige alleinerziehende Mutter, der beinahe väterliche Dealer, die drangsalierenden Mitschüler, Ghetto und Knast. „Sie tauchen alle auf, diese stereotypen Figuren und Gegebenheiten, die vorgeben, afroamerikanisches Leben zu erfassen. Doch sind sie hier gewendet auf eine Weise, die Stereotyp und Klischee entlarvt, die den Blick befreit und hinlenkt auf etwas, das dahinter liegt [...].“ Jenkins arbeite dramaturgisch überwiegend mit Szenen, in denen zwei Menschen miteinander agieren. Dies täten dies nicht unbedingt wortreich, doch ihre Worte hätten Gewicht, ebenso wie die Pausen, die nicht einfach nur Schweigen sind, sondern in denen Gefühl und Gedanken mitschwingen. Es gehe in diesen Interaktionen immer auch um die Schwierigkeit, sich einander ehrlich mitzuteilen und aufrichtigen Kontakt herzustellen über einen mit Angst und Verunsicherung gefüllten Abgrund hinweg. Zentral für das Gelingen dieser Gratwanderung sei die Besetzung, und diese sei perfekt, so Seitz.
Bret Easton Ellis, der offen schwule Autor von American Psycho, hält den Film für überschätzt. Moonlight investiere übermäßig in Chirons Schmerz, ohne den es den Film nicht geben würde, auch wenn Menschen wie er, die mit der Unsicherheit in ihrer schwarzen Hypermaskulinität und der enormen Labilität des schwarzen Lebens im Allgemeinen, durchaus existieren.
Im Dezember 2022 wurde Jenkins’ Werk in der alle zehn Jahre abgehaltenen Umfrage der britischen Zeitschrift Sight & Sound unter Regisseuren auf Platz 93 der „besten Filme aller Zeiten“ gewählt.

### Einsatz im Unterricht
Philipp Bühler vom Onlineportal kinofenster.de schreibt über einen möglichen Einsatz im Unterricht, es könne analysiert werden, wie Chirons Werdegang von äußeren Umständen bestimmt wird und mit welchen Männlichkeitsklischees er dabei zu kämpfen hat. Als seltenes Beispiel für einen Film mit ausschließlich afroamerikanischer Besetzung eigne sich die Coming-of-Age-Story auch, um aktuelle Hollywood-Diskussionen zum Thema Diversität nachzuvollziehen: „Wie lassen sich Menschen sozialer, ethnischer und sexueller Minderheiten im Kino besser repräsentieren? Welche universellen Botschaften für das ganze Publikum vermittelt ein Film wie Moonlight?“ In der filmsprachlichen Analyse könne auch auf den avantgardistischen Soundtrack eingegangen werden, der sich wie der gesamte Film einfachen Kategorisierungen verweigert.

### Einspielergebnis
Als der Film am 21. Oktober 2016 in vier US-amerikanischen Kinos in New York und Los Angeles angelaufen war, spielte er an seinem Startwochenende insgesamt 402.075 US-Dollar ein, also durchschnittlich 100.519 US-Dollar., Dies waren die bis dahin höchsten Pro-Kino-Einnahmen eines Films des Jahres in den USA und der Schnitt war ähnlich wie beispielsweise bei Filmen wie Birdman mit durchschnittlich 106.099 US-Dollar oder Brokeback Mountain mit durchschnittlich 109.485 US-Dollar pro Kino. Dieses Ergebnis hebt Scott Mendelson vom Wirtschaftsmagazin Forbes im Hinblick auf das kleine Budget des Films, einen vergleichsweise unbekannten Regisseur und eine größtenteils völlig unbekannte oder zumindest nur wenig bekannte Besetzung als außergewöhnlich hervor, und der Film habe hierdurch Geschichte geschrieben. In den Folgewochen wurde in den USA die Zahl der Kinos, in denen der Film gezeigt wurde, nach und nach auf landesweit 1.104 erhöht. Die gesamten weltweiten Einnahmen des Films aus Kinoaufführungen belaufen sich derzeit auf 65,1 Millionen US-Dollar. In Deutschland verzeichnet der Film bislang 451.868 Besucher.

### Auszeichnungen (Auswahl)
Der Film und die Beteiligten erhielten eine große Zahl von Nominierungen und Auszeichnungen, darunter mehrere Auszeichnungen und Nominierungen im Rahmen der NAACP Image Awards 2017, eine Auszeichnung bei den Atlanta Film Critics Society Awards 2016, den Publikumspreis beim Atlantic Film Festival 2016, mehrere Auszeichnungen bei den Dallas-Fort Worth Film Critics Association Awards 2016, mehrere Auszeichnungen im Rahmen der Chicago Film Critics Association Awards 2016, unter anderem in der Kategorie Bester Film und Beste Regie, und eine Auszeichnung mit dem USC Scripter Award für das Beste adaptierte Drehbuch des Jahres für Barry Jenkins und Tarell Alvin McCraney. Im Rahmen der Oscarverleihung 2017 erhielt Moonlight in acht Kategorien eine Nominierung, darunter als Bester Film, für die Beste Regie und für das Beste adaptierte Drehbuch. Die folgende Auflistung enthält eine Auswahl der bekanntesten Preisverleihungen.
American Society of Cinematographers Awards 2017
- Nominierung in der Kategorie Beste Kameraarbeit bei einem Kinofilm (James Laxton)[141]

British Academy Film Awards 2017
- Nominierung als Bester Film (Dede Gardner, Jeremy Kleiner und Adele Romanski)
- Nominierung als Bester Nebendarsteller (Mahershala Ali)
- Nominierung als Beste Nebendarstellerin (Naomie Harris)
- Nominierung für das Beste Originaldrehbuch (Barry Jenkins)[142]

British Independent Film Awards 2016
- Auszeichnung als Bester ausländischer Independentfilm (Barry Jenkins)[143]

Critics’ Choice Movie Awards 2016 (Dezember)
- Nominierung als Bester Film
- Nominierung für die Beste Regie (Barry Jenkins)
- Nominierung für das Beste Drehbuch (Barry Jenkins)
- Nominierung für die Beste Kamera (James Laxton)
- Nominierung für den Besten Schnitt (Nat Sanders und Joi McMillon)
- Nominierung für die Beste Filmmusik (Nicholas Britell)
- Auszeichnung als Bester Nebendarsteller (Mahershala Ali)
- Nominierung als Beste Nebendarstellerin (Naomie Harris)
- Nominierung als Bester Jungdarsteller (Alex R. Hibbert)
- Auszeichnung als Bestes Schauspielensemble[144][145]

Directors Guild of America Awards 2017
- Nominierung als Beste Filmproduktion 2016 (Barry Jenkins)[146]

Golden Globe Awards 2017
- Auszeichnung als Bestes Filmdrama
- Nominierung für die Beste Regie (Barry Jenkins)
- Nominierung für das Beste Drehbuch (Barry Jenkins)
- Nominierung als Bester Nebendarsteller (Mahershala Ali)
- Nominierung als Beste Nebendarstellerin (Naomie Harris)
- Nominierung für die Beste Filmmusik (Nicholas Britell)[147]

Gotham Independent Film Award 2016
- Auszeichnung als Bester Spielfilm
- Auszeichnung in der Kategorie Bestes Drehbuch
- Auszeichnung mit dem Publikumspreis
- Auszeichnung des Ensembles mit dem Special Jury Prize[148]

Guldbaggen 2018
- Nominierung als Bester ausländischer Film (Barry Jenkins)[149]

Independent Spirit Awards 2016
- Auszeichnung als Bester Film
- Auszeichnung in der Kategorie Beste Regie (Barry Jenkins)
- Auszeichnung in der Kategorie Bestes Drehbuch
- Auszeichnung in der Kategorie Beste Kamera
- Auszeichnung in der Kategorie Bester Filmschnitt
- Auszeichnung mit dem Robert Altman Award[150][151]

London Critics' Circle Film Awards 2017
- Nominierung als Bester Film
- Nominierung als Bester Regisseur (Barry Jenkins)
- Nominierung für das Beste Drehbuch (Barry Jenkins)
- Auszeichnung als Bester Nebendarsteller (Mahershala Ali)
- Auszeichnung als Beste Nebendarstellerin (Naomi Harris)
- Nominierung als Beste britische Darstellerin (Naomi Harris, auch für Our Kind of Traitor und Collateral Beauty)
- Nominierung in der Kategorie Bester Schnitt (Nat Sanders und Joi McMillon)[152]

London Film Festival 2016
- Nominierung in der Kategorie Bester Film (Barry Jenkins)[86]

Los Angeles Film Critics Association Awards 2016
- Auszeichnung als Bester Film
- Auszeichnung als Bester Regisseur (Barry Jenkins)
- Auszeichnung als Bester Nebendarsteller (Mahershala Ali)
- Auszeichnung für die Beste Kamera (James Laxton)[153]

National Board of Review Awards 2016
- Auszeichnung für die Beste Regie (Barry Jenkins)
- Auszeichnung als Beste Nebendarstellerin (Naomie Harris)
- Aufnahme in die Top 10 Films[154]

National Society of Film Critics Awards 2017
- Auszeichnung als Bester Film
- Auszeichnung für die Beste Regie (Bary Jenkins)
- Auszeichnung als Bester Nebendarsteller (Mahershala Ali)
- Auszeichnung für die Beste Kamera

New York Film Critics Circle Awards 2016
- Auszeichnung für die Beste Regie
- Auszeichnung als Bester Nebendarsteller (Mahershala Ali)
- Auszeichnung für die Beste Kamera

Oscarverleihung 2017
- Auszeichnung als Bester Film (Adele Romanski, Dede Gardner und Jeremy Kleiner)
- Nominierung für die Beste Regie (Barry Jenkins)
- Auszeichnung als Bester Nebendarsteller (Mahershala Ali)
- Nominierung als Beste Nebendarstellerin (Naomie Harris)
- Auszeichnung für das Beste adaptierte Drehbuch (Barry Jenkins)
- Nominierung für die Beste Kamera (James Laxton)
- Nominierung für die Beste Filmmusik (Nicholas Britell)
- Nominierung für den Besten Filmschnitt (Nat Sanders und Joi McMillon)[155]

Producers Guild of America Awards 2017
- Nominierung für The Darryl F. Zanuck Award (Adele Romanski, Dede Gardner und Jeremy Kleiner)[156]

Satellite Awards 2016
- Nominierung als Bester Film
- Nominierung für die Beste Regie (Barry Jenkins)
- Auszeichnung für das Beste Originaldrehbuch (Barry Jenkins)
- Nominierung für die Beste Kamera (James Laxton)
- Nominierung für den Besten Filmschnitt (Joi McMillon und Nat Sanders)
- Auszeichnung als Beste Nebendarstellerin (Naomie Harris)
- Nominierung als Bester Nebendarsteller (Mahershala Ali)[157][158]

Screen Actors Guild Awards 2017
- Auszeichnung als Bester Nebendarsteller (Mahershala Ali)[159]
- Nominierung als Beste Nebendarstellerin (Naomie Harris)
- Nominierung als Bestes Schauspielensemble in einem Film[160][161]

Toronto International Film Festival 2016
- Nominierung für den Platform Prize (Barry Jenkins)

Writers Guild of America Awards 2017
- Auszeichnung in der Kategorie Bestes Originaldrehbuch (Barry Jenkins)[162]

### Irrtum bei der Oscarverleihung
Bei der Oscarverleihung 2017 kam es zu einem historisch einmaligen Zwischenfall, da die beiden Moderatoren Warren Beatty und Faye Dunaway versehentlich einen falschen Umschlag gereicht bekamen. Zuerst wurde der Film La La Land als Gewinner benannt. Erst als die Crew des Films bereits auf der Bühne stand und ihre Dankesreden hielt, wurde der Fehler bemerkt. La La Land-Produzent Jordan Horowitz löste die Situation auf, indem er den richtigen Umschlag zeigte und verkündete: „Es hat einen Fehler gegeben: Moonlight, ihr Leute habt den besten Film gewonnen. Das ist kein Witz, Moonlight hat den Preis als bester Film gewonnen.“